# Bizzliner
De Bizzliner was een comfortabele snelbus die alleen voorkwam in de provincie Noord-Holland, regio Waterland en van 11 december 2011 tot en met 9 december 2023 in dienst was. De naam Bizzliner was afgeleid van het begrip Business. Vervoerder EBS bedacht de Bizzliner als opvolger voor de Qliner, de snelbusformule van de Arriva, die tot 11 december 2011 in de concessie Waterland reed. Het concept werd alleen toegepast op enkele bestaande lijnen van en naar Amsterdam. Per 10 december 2023 werd de concessie Waterland samengevoegd met de concessie Zaanstreek, waardoor de benaming Bizzliner alweer verviel.
Omdat het netwerk deel uitmaakte van R-net, reden alle bussen in de huisstijl van R-net.

## Materieel
Speciaal voor de Bizzliner bestelde EBS 47 Scania-Higer A30 bussen. Zij kregen de nummers 3001-3047. De bussen werden, in opdracht van EBS, ingezet door de firma Oostenrijk. Enkele bussen zijn inmiddels geëxporteerd.